# Depmeierita
La depmeierita és un mineral de la classe dels silicats que pertany al grup de la cancrinita. Va ser anomenada en honor del cristal·lògraf i mineralogista alemany Wulf Helmut Heinz Depmeier, catedràtic de mineralogia i cristal·lografia de la Universitat Christian-Albrechts de Kiel. És un conegut especialista en la química dels cristalls de la família de minerals de la sodalita-cancrinita i dels compostos sintètics que hi estan relacionats estructuralment.

## Característiques
La depmeierita és un tectosilicat de fórmula química Na₈[Al₆Si₆O24](PO₄,CO₃)1-x·3H₂O (x<0.5). Cristal·litza en el sistema hexagonal. La seva duresa a l'escala de Mohs és 5.
Segons la classificació de Nickel-Strunz, la depmeierita pertany a «09.FB - Tectosilicats sense H₂O zeolítica amb anions addicionals» juntament amb els següents minerals: afghanita, bystrita, cancrinita, cancrisilita, davyna, franzinita, giuseppettita, hidroxicancrinita, liottita, microsommita, pitiglianoïta, quadridavyna, sacrofanita, tounkita, vishnevita, marinellita, farneseïta, alloriïta, fantappieïta, cianoxalita, balliranoïta, carbobystrita, kircherita, bicchulita, danalita, genthelvita, haüyna, helvina, kamaishilita, lazurita, noseana, sodalita, tsaregorodtsevita, tugtupita, marialita, meionita i silvialita.

## Formació i jaciments
La depmeierita va ser descoberta al mont Karnasurt, al massís de Lovozero (Península de Kola, óblast de Múrmansk, Districte Federal del Nord-oest, Rússia). També ha estat descrita a Avairon (Occitània).